# Parreira
Parreira ist ein Ort und eine ehemalige Gemeinde (Freguesia) im portugiesischen Kreis Chamusca. Die Gemeinde hatte 915 Einwohner (Stand 30. Juni 2011).
Am 29. September 2013 wurden die Gemeinden Parreira und Chouto zur neuen Gemeinde União das Freguesias de Parreira e Chouto zusammengeschlossen. Parreira ist Sitz dieser neu gebildeten Gemeinde.